# Ann Halsted House
La Ann Halsted House è una casa situata al 440 W. Belden Street nell'area comunitaria di Lincoln Park a Chicago, Illinois. Progettata nel 1883 e costruita entro il 1884, la casa è la residenza più antica sopravvissuta progettata da Dankmar Adler e Louis Sullivan. La casa in mattoni è progettata nello stile Queen Anne, che si può vedere nelle sue finestre a veranda e nel dettagliato lavoro in mattoni sulle cornici e sui camini sui lati della casa; tuttavia, la parte anteriore della casa riflette un'influenza francese. L'influenza di Sullivan sull'esterno della casa si può vedere principalmente nei dormers nella parte anteriore e posteriore e nei frontoni sui lati. Il camino e le ringhiere all'interno della casa sono anch'esse in stile Queen Anne, sebbene riflettano anche prime tracce del caratteristico design di Sullivan.
La Ann Halsted House è stata aggiunta al Registro Nazionale dei Luoghi Storici il 17 agosto 1973.